# 成凯
成凯（1426年—1452年），字舜卿，陝西西安府耀州人，明朝政治人物。
陝西鄉試第三名。景泰二年（1451年）辛未科进士，后授吏科都给事中，不久去世。其多有才华善于诗赋。

## 家族
曾祖成克己、祖父成文彜、父親成敬。